# Dorfkirche Lippersdorf

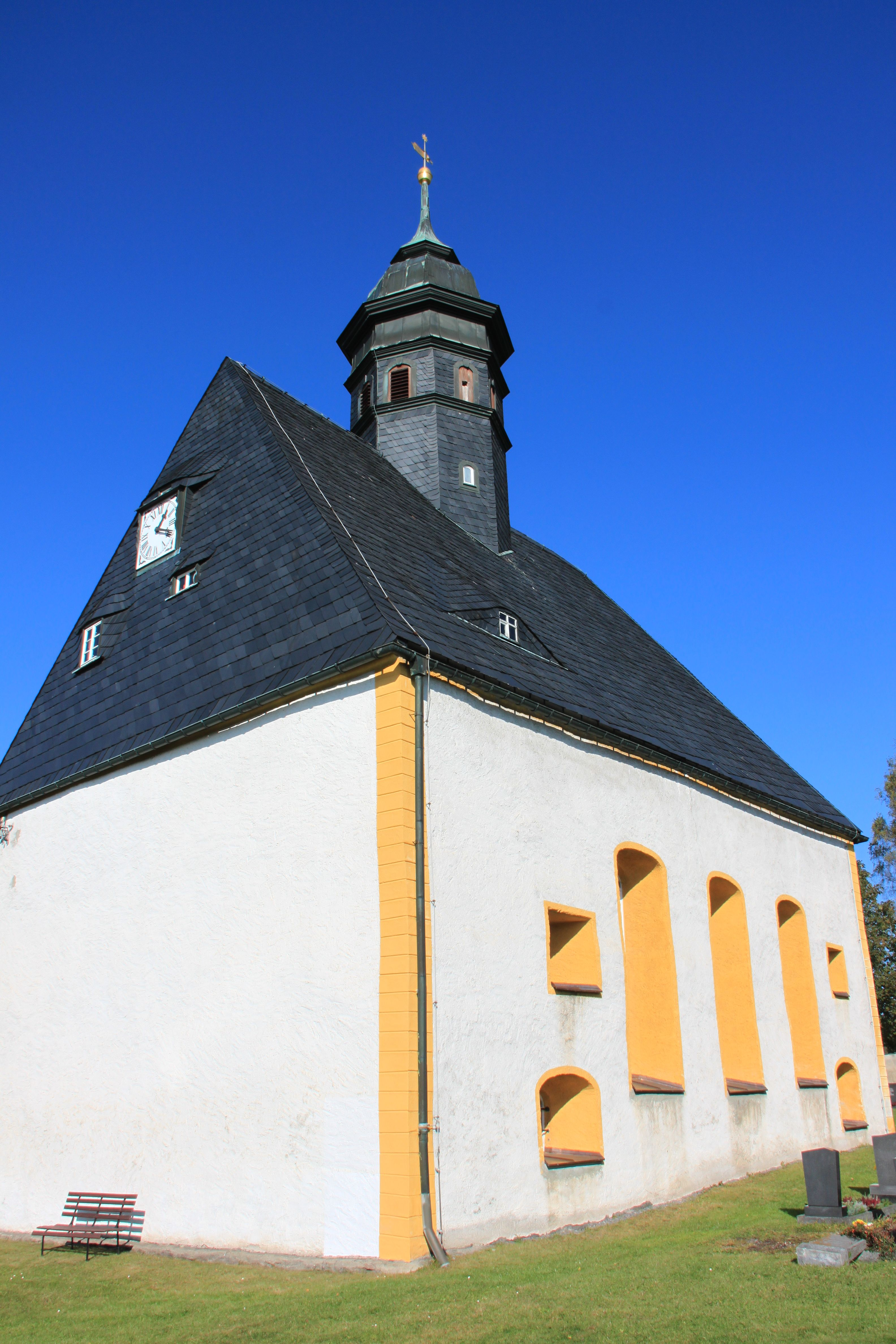
Kirche Lippersdorf

Die evangelische Dorfkirche Lippersdorf ist eine mittelalterliche Saalkirche im Ortsteil Lippersdorf von Pockau-Lengefeld im Erzgebirgskreis in Sachsen. Sie gehört zur Kirchengemeinde Lippersdorf im Kirchenkreis Marienberg der Evangelisch-Lutherischen Landeskirche Sachsens und ist für ihre künstlerisch bedeutende Innenausstattung bekannt.

## Geschichte
Es wird angenommen, dass die Umfassungsmauern der ehemaligen Wehrkirche bereits im 13. Jahrhundert entstanden sind. Mit der Reformation 1539 wurde Lippersdorf zur eigenständigen Parochie. 1609/10 wurde eine Kirchschule eingerichtet, die 1830 durch einen Neubau abgelöst wurde. 1652 wurde ein Taufstein aufgestellt.
1670 ließ Christoph von Berbisdorf den Kirchenbau durch Aufmauern erhöhen und es wurde ein Positiv aufgestellt, welches 1771 zur Orgel erweitert wurde. Im Jahr 1952 erfolgte die Wiederherstellung der historischen Fassung. Es wird vermutet, dass der Aufmauerung ein hölzerner Wehrgang weichen musste, was eine Einordnung des Bauwerks als Wehrkirche erlauben würde.
1680 grassierte im Nachbarort Reifland die Pest. Der dortige Pfarrer Johann Major glaubte auch bald Opfer der Krankheit zu werden, da seine Familie betroffen war. Im Angesicht eines nahen Todes bat er den Lippersdorfer Amtsbruder Christoph Rümmler um das Abendmahl. Dieser traute sich aufgrund der Ansteckungsgefahr jedoch nicht – oder durfte nicht – nach Reifland. So trafen sich beide auf halber Strecke zwischen den Ortschaften und vollzogen dort die Sakramentshandlung. Beide überstanden die Seuche. An die Begebenheit erinnern ein Stein und ein 1880 errichtetes Denkmal in unmittelbarer Nähe des Handlungsortes.
1726 bemalte der sächsische Hofmaler Johann Christian Bucaeus die Kirchendecke, 1840 erfolgte eine Umgestaltung des Dachreiters. 1948 richtete Pfarrer Heinrich Hahn im Pfarrhaus einen evangelischen Kindergarten ein. 1970 wurde an der Westempore eine spätgotische Schablonenmalerei freigelegt. 1974 wurde auf dem Friedhof eine Totenhalle errichtet. 1976 kam Reifland, was bis dahin zu Lengefeld gepfarrt war, zur Parochie Lippersdorf.
1978 wurde die Schindeldeckung des Dachreiters durch einen Kupferbelag ersetzt. Das Dach erhielt in den folgenden Jahren eine Schieferdeckung. Im folgenden Jahr wurden im Kircheninneren Veränderungen – jedoch ohne Abstimmung mit der Denkmalpflege – vorgenommen. Dabei wurden das historische Gestühl entfernt und die Gneisplatten des Fußbodens durch einen Kunststeinbelag ersetzt, wobei eine Sandsteingrabplatte von 1567 freigelegt wurde. 1995 wurden zwei neue Bronzeglocken geweiht.

Seit 1999 besteht zwischen den Kirchgemeinden Lippersdorf und Mittelsaida ein Schwesternkirchenverhältnis. Lippersdorf wird seitdem von Mittelsaida aus betreut.
In Lippersdorf wurde Gottlieb Fuchs, genannt „der dichtende Bauernsohn“, am 12. April 1721 geboren. Der spätere Diakon von Zehren wurde vom Dichter Friedrich von Hagedorn unterstützt, stand mit Gotthold Ephraim Lessing im Briefwechsel und gehörte zum „Leipziger Dichterkreis“.

## Architektur
Die Kirche entstand als eine der ältesten Saalkirchen des Erzgebirges zu Beginn des 13. Jahrhunderts. Der ursprüngliche Charakter einer Wehrkirche ist noch an der Mauerstärke und einzelnen Fensteröffnungen abzulesen. Zahlreiche Umbauten wurden im Lauf der Zeit vorgenommen, u. a. 1670 eine Erhöhung der Außenmauern. Eine Restaurierung des Innenraumes erfolgte 1970. Das Bauwerk ist ein Bruchsteinbau mit geradem Ostschluss, das steile Walmdach mit Dachreiter stammt von 1834. An der Ostseite befindet sich ein romanisches Schlitzfenster mit tiefer Laibung, an der Südseite die Sakristei mit Vorhalle, vermutlich von 1670.

Das Innere ist durch die zahlreichen Einbauten geprägt. Eine Felderdecke auf Balkenunterzug ist mit floraler Ornamentik von Johann Christian Bucaeus, 1716, versehen. An der Nord-, Ost- und Westseite sind zweigeschossige Emporen und verglaste Logen aus unterschiedlichen Zeiten angebracht. Die Brüstungen sind mit abwechslungsreicher ornamentaler Bemalung versehen, an der Westempore spätgotische Schablonenmalerei. Auf den Emporen sind grob behauene Sitzbalken aufgestellt. Die Sakristei ist mit Spitztonne gedeckt.

## Ausstattung
Das Hauptstück der Ausstattung ist ein figurenreicher, künstlerisch beachtenswerter Epitaph-Altar aus Sandstein und Marmor für den kurfürstlichen Amtmann Caspar von Berbisdorf, eine Freiberger Arbeit in Spätrenaissanceformen von 1613. In der Predella ist ein feingeschnittenes Relief des Abendmahles zu finden, im Hauptfeld eine bewegte Darstellung der Kreuzigung im Halbrelief, davor der Verstorbene und seine Familie, seitlich zwei gekuppelte Säulenpaare, darüber zwei Propheten in bewegter Körperhaltung. Auf den volutenverzierten Wangen finden sich Reliefdarstellungen der Geburt und Taufe Christi, im Auszug ein Medaillon mit dem Relief der Auferstehung.

Die Kanzel stammt aus dem Jahr 1709, am Korb sind die Reste von gemalten Darstellungen der Evangelisten zu erkennen.

Der prächtige Taufstein ist ein Werk von 1652 mit den Wappenschilden derer von Berbisdorf und von Haugwitz. Eine spätgotische Schnitzfigur von Christus in der Rast stammt aus der Zeit um 1510.

## Orgel
Die Renaissance-Orgel ist ein Werk eines unbekannten Orgelbauers. Sie verfügt über acht Register auf einem Manual und Pedal. Sie gehört zu den ältesten erhaltenen Orgeln in Sachsen. Sie wurde 1670 aufgestellt, die geschnitzten farbigen Aufsätze stammen von 1714, das Pedalwerk wurde von 1771 von Carl Christoph Oertel eingebaut. Mehrfach wurden Reparaturen durchgeführt. Nach Überholungen im Lauf des 18. Jahrhunderts wurde die Orgel in den Jahren 1890–1900 durch Guido Hermann Schäf dreimal gereinigt und repariert. Im Jahr 1952 erfolgte eine Restaurierung durch Alfred Schmeisser, wobei die Sesquialtera wieder hergestellt und eine neue Manualklaviatur eingebaut wurden. Zu dieser Zeit wurde auch der Zimbelstern rekonstruiert. Die Disposition lautet:
| Manual CE–c3    |    |
| Gedackt         | 8′ |
| Flöte           | 8′ |
| Principal       | 4′ |
| Octave          | 2′ |
| Sesquialtera II |    |
| Mixtur II       |    |

| Pedal CE–c1 |     |
| Subbaß      | 16′ |
| Violonbass  | 8′  |

- Zimbelstern
- Calcantenzug